# Камерон (лунный кратер)
Кратер Камерон (лат. Cameron) — маленький ударный кратер на северо-западном участке вала кратера Тарунций находящегося на северо-западной границе Моря Изобилия на видимой стороне Луны. Название присвоено в честь американского астронома Роберта Камерона (1925—1972) и утверждено Международным астрономическим союзом в 1973 г. 

## Описание кратера

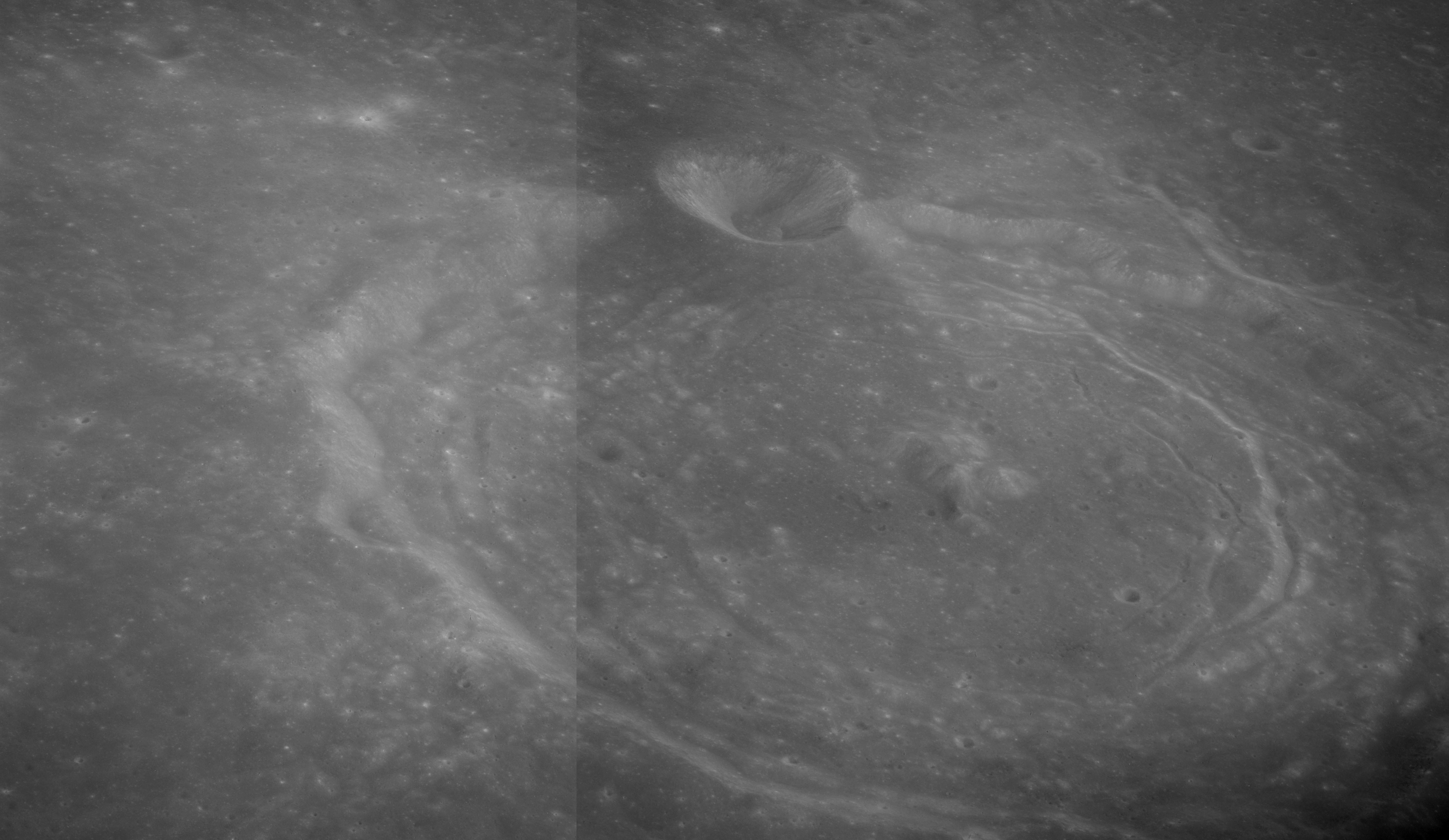
Кратеры Тарунций и Камерон. Снимок с борта Аполлона-10.

Ближайшими соседями кратера являются кратер Лоуренс на западе-северо-западе; кратер Леонардо Да Винчи на севере-северо-западе; кратер Уатт на севере; кратер Асада на северо-востоке; кратер Анвиль на юго-востоке; кратер Секки на юго-западе и кратер Церингер на западе. На западе от кратера Камерон лежит Море Спокойствия; на северо-западе находится Залив Согласия, а за ним Болото Сна; на юго-востоке, в кратере Тарунций  расположены борозды Тарунция, далее на юго-востоке лежит цепочка кратеров Тарунция и гряда Кашмена; на юго-западе располагаются горы Секки. Селенографические координаты центра кратера 6°11′ с. ш. 45°56′ в. д. / 6,19° с. ш. 45,93° в. д., диаметр 10,9 км, глубина 2190 м.

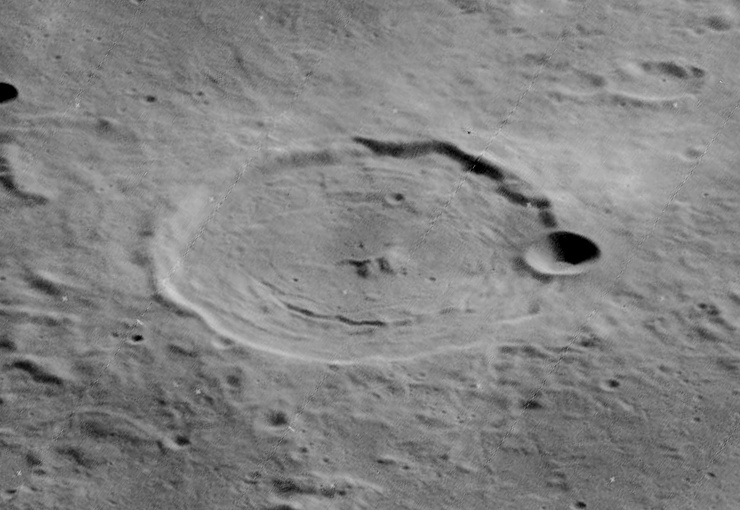
Кратеры Тарунций и Камерон. Снимок зонда Lunar Orbiter - IV.

Кратер Камерон имеет циркулярную чашеобразную форму с крутым гладким внутренним склоном и небольшим участком плоского дна, практически не подвергся разрушению. Вал с острой кромкой, высота вала над окружающей местностью достигает 370 м , объем кратера составляет 40 км3. По морфологическим признакам кратер относится к типу BIO (по названию типичного представителя этого класса — кратера Био).
До получения собственного названия в 1973 г. кратер Камерон именовался сателлитным кратером Тарунций C.

## Сателлитные кратеры
Отсутствуют.

## См.также
- Список кратеров на Луне
- Лунный кратер
- Морфологический каталог кратеров Луны
- Планетная номенклатура
- Селенография
- Минералогия Луны
- Геология Луны
- Поздняя тяжёлая бомбардировка